# Juan Carlos Ruiz Souza
Juan Carlos Ruiz Souza (ur. 14 maja 1969, zm. 3 listopada 2021) – hiszpański historyk sztuki, specjalista w dziedzinie hiszpańskiej sztuki średniowiecznej.

## Życiorys
Po pięciu latach pracy jako wykładowca na Uniwersytecie Autonomicznym w Madrycie, w 2006 roku przeniósł się na Wydział Historii Sztuki I (Średniowiecze) na Uniwersytecie Complutense w Madrycie. Prowadził prace badawcze w Alhambrze w Granadzie, synagodze El Tránsito w Toledo, klasztorze Las Huelgas w Burgos czy katedrze w Toledo. Inne prace skupiały się na twórczości artystycznej takich postaci historycznych jak Alfons X Mądry czy Piotr I Okrutny, proponując nowe podejścia do analizy hiszpańskiej sztuki średniowiecznej.

## Publikacje
- Estudios y reflexiones sobre la arquitectura de la Corona de Castilla y Reino de Granada en el siglo XIV, Madryt, 2000.